# Gbagyi (langue)
Pour les articles homonymes, voir Gbagyi.
Le gbagyi, aussi appelé gwari, gwari oriental, ou parfois gbari, est une langue du groupe langues nupoïdes de la famille des langues bénoué-congolaises. Elle est proche du gbari, sa phonologie et sa morphologie sont similaires mais son vocabulaire est distinct. Elle est parlée au Nigeria à Abuja et dans les états de Kaduna, Niger, Nassarawa.

## Écriture
Le gbagyi est écrit avec l’alphabet latin. Les premiers ouvrages publiés en gbagyi sont publiés par les missionnaires de la Sudan Interior Mission. Deux grammaires sont publiées en 1908 et 1909. La traduction du Nouveau Testament est publiée en 1956 par la British and Foreign Bible Society. En 1979, J. A. Shekwo propose une orthogaphe révisée. Une orthographe est publiée dans Orthographies of Nigerian languages en 1986.

## Prononciation
|         | Antérieure | Centrale | Postérieure |
| ------- | ---------- | -------- | ----------- |
| Fermée  | i          |          | u           |
| Moyenne | e          | ə        | o           |
| Ouverte |            | a        |             |

|           | Labiale | Alvéolaire | Palatale | Vélaire | Labio-vélaire | Glottale |
| --------- | ------- | ---------- | -------- | ------- | ------------- | -------- |
| Nasale    | m       | n          | ɲ        | ŋ       |               |          |
| Occlusive | p b     | t d        |          | k ɡ     | kp ɡb         |          |
| Implosive | ɓ       | ɗ          |          |         |               |          |
| Éjective  |         |            |          | kʼ      |               |          |
| Affriquée |         | ts         | tʃ dʒ    |         |               |          |
| Fricative | f v     | s z        | ʃ ʒ      |         |               | h        |
| Spirante  |         | ɹ          | j        |         | w             |          |
| Latérale  |         |            | l        |         |               |          |